# Andrzej Kępiński (dziennikarz)
Andrzej Kępiński (ur. 31 maja 1953 w Głuszycy, zm. 6 lutego 2015 w Jeleniej Górze) – polski dziennikarz, magister socjologii Uniwersytetu im. Adama Mickiewicza w Poznaniu.

## Życiorys
Od 1972 dziennikarz, aktywny działacz Klubu Dziennikarzy Studenckich (KDS) i Socjalistycznego Związku Studentów Polskich, m.in. laureat „Czerwonej Róży” – nagrody w środowisku studenckim lat siedemdziesiątych. Członek Polskiej Zjednoczonej Partii Robotniczej (1976–1989) i Stowarzyszenia Dziennikarzy RP. Od 1989 bezpartyjny. Dziennikarz „Nowin Jeleniogórskich”, „Wiadomości Elbląskich” (zastępca redaktora naczelnego), publicysta tygodnika „Wprost”. Od 1984 „wolny strzelec” – jako niezależny dziennikarz m.in. współpracownik „Sztandaru Młodych”, „Rzeczypospolitej”, TVP1 i TVP3. Autor książek: Kto jest kim w Polsce – inaczej (tom I w 1985, a tom II w 1986 – SW Czytelnik), Inaczej – kto jest kim w Polsce (AP Czas – 1989)
Biznesmen, fundator i prezes zarządu Fundacji im. Generała Władysława Sikorskiego – Kultura i Kosmos (1991). Promotor „Globalnego Systemu Telekomunikacji Satelitarnej” dla Polski, projektu którego realizacja uzyskała gwarancje rządu Rosji udzielone Fundacji im. Generała Władysława Sikorskiego – Kultura i Kosmos. Współzałożyciel i prezes zarządu dwóch spółek akcyjnych Slavia SA i PAS Orbita SA – specjalizujących się w doradztwie i marketingu, inwestycjach na rynku nieruchomości.
Producent wideoklipów i muzyki – płyt Wojciecha Jasińskiego Pt. „Apokalipsa” i „Krzyżtopór” oraz „Pod włos” grupy Guliwer. Od 1991 producent, scenarzysta i reżyser filmów dokumentalnych.
Od 2000 dokumentował społeczne i polityczne przemiany na Ukrainie oraz działalność Juliusza Nowiny Sokolnickiego, którego uważał za prezydenta II Rzeczypospolitej na uchodźstwie. Swoje dociekania w tej sprawie opisał w trzech książkach:
- Zdrada Prezydenta Wałęsy & Co. Przyczynek do historii Polski
- Wielki Mistrz Polski Juliusz Nowina Sokolnicki. Przyczynek do biografii. Rozmowy 2000-2008
- Wielki Mistrz Polski Juliusz Nowina Sokolnicki a zdrada prezydenta Wałęsy. Album.

Od 2003 był współwydawcą strony internetowej Dolnośląskiej Agencji Informacyjnej [botutaj.com].
W 2011 roku powołał Polsko Ukraiński Wędrujący Festiwal Filmowy Bo! W Radzie Programowej Festiwalu Bo! znaleźli się m.in. Michaiło Illienko reżyser ukraiński, Juryj Andruchowycz poeta i pisarz ukraiński, Wlada Karolkowa z kijowskiej wytwórni filmowej „Batyskaf”, Dmytro Ivanow producent festiwalu w Kijowie oraz Stanisław Panteluk redaktor naczelny polskiego „Dziennika Kijowskiego”, Piotr Żukowski producent festiwalu „Happy End”. W latach 2011 i 2012 prezentował polskie filmy dokumentalne i fabularne na Ukrainie organizując pokazy na uniwersytetach, w domach kultury i kinach.Festiwalowi towarzyszyły spotkania z reżyserami oraz wystawy fotograficzne redaktor Jolanty Stopki „I co dalej? Tropami Rzeczypospolitej Trojga Narodów Pawła Jasienicy” (2011) i „Lekcja patriotyzmu” (2012). Festiwal Bo! gościł m.in. we Lwowie, Łucku, Tarnopolu, Żytomierzu i Kijowie.
W 2009 roku na Jasnej Górze w Częstochowie został inwestowany na Kawalera Orderu Świętego Stanisława przez Juliusza Nowinę Sokolnickiego. Andrzej Kępiński od 2012 roku był członkiem władz i zasiadał w prezydium Kongresu Mediów Niezależnych.
Był właścicielem stron: www.kresy-rp.pl, www.festivalbo.com oraz www.botutaj.republika.pl.
Zmarł 6 lutego 2015 r. w Jeleniej Górze.  Prochy redaktora spoczęły 13 lutego 2015 r. w grobie rodzinnym na cmentarzu komunalnym przy ulicy Katowickiej w Kamiennej Górze  (kwatera C3-9-6).

## Filmografia
- 1992: Krzyżtopór – dokumentalny zapis koncertu.
- 1998: Czarne w zielone (30 minut)
- 1998: Polskie Dinozaury (13 minut)
- 1999: Vahan Bego artysta (30 minut)
- 1999: W poszukiwaniu bramy raju (60 minut)
- 2000: Księstwo bogatyńskie (20 minut)
- 2002: Ambasadorowie polskiej sprawy (20 minut)
- 2002: Czas zmiany (58 minut)
- 2005: Tron na Majdanie Niepodległości (64 minuty) będący pilotem filmu pt. „Tron na Ukrainie”.
- 2007: Tron na Ukrainie (120 min), ang. The Throne in Ukraine (120 min), ISBN 978-83-927755-4-6.
- 2009: Zdrada Prezydenta Wałęsy & Co (120 min), ISBN 978-83-927755-9-1.
- 2010: Po prostu Isak (107 min)
- 2011: Mołdawianin w Kijowie (80 min), ang. A Moldavian in Kiev (80 min)
- 2012: Nikt (60 min), ang. Nobody (60 min), ukr. Ніхто (60 min)

## Publikacje
- Kto jest kim w Polsce – inaczej, tom I w 1985, tom II w 1986, SW Czytelnik.
- Inaczej – kto jest kim w Polsce, AP Czas, 1989.
- Zdrada Prezydenta Wałęsy & Co. Przyczynek do historii Polski, Jelenia Góra 2009, ISBN 978-83-927755-2-2.
- Wielki Mistrz Polski Juliusz Nowina Sokolnicki. Przyczynek do biografii. Rozmowy 2000-2008, Jelenia Góra 2009, ISBN 978-83-927755-1-5.
- Wielki Mistrz Polski Juliusz Nowina Sokolnicki a zdrada prezydenta Wałęsy. Album, Jelenia Góra 2009, ISBN 978-83-92-7755-0-8, ang. „The Grand Master of Poland. Juliusz Nowina Sokolnicki versus Lech Walesa’s Treachery”.
- Зoдчий Валентин Исак, Kijów 2010, PWP „Zadruga”, wydanie po rosyjsku, ISBN 978-83-62366-01-9, przygotowane do druku po polsku „Twórca Walentyn Isak”, ang. „Inspired Valentine Isak”, ukr. Зoдчий Валентин Исак.
- Ukraina. Po obu stronach Dniestru, 2014, Zysk i S-ka, ISBN 978-83-7785-346-7.
- Lekcja patriotyzmu. W poszukiwaniu Rzeczypospolitej, Studio Bo!, 2016, ISBN 978-83-942273-3-3.

## Debiuty
Festiwalowy debiut – Jihlawa 2005 (Czechy). Pokazy pełnej wersji filmu „Tron na Ukrainie” odbyły się m.in. na Międzynarodowym Festiwalu Filmowym KINO LEW we Lwowie (2008) i w kinie Zhovten w Kijowie (2009).